# Península de Taraco
Taraco es una península boliviana que entra en el lago menor o Huiñamarca, en la región sur del Lago Titicaca. Está localizado en el municipio homónimo de la provincia de Ingavi del departamento de La Paz, donde también está ubicado un pueblo del mismo nombre.
Como muchos lugares en la cuenca del Titicaca, un correspondiente Distrito de Taraco también existe en el lado peruano, si bien está en la costa norte del lago en la Provincia de Huancané, Puno.